# Zuid-Molukse pitta
De Zuid-Molukse pitta (Erythropitta rubrinucha)  is een vogelsoort uit de familie van pitta's (Pittidae). De vogel werd in 1862 door de beroemde natuuronderzoeker Alfred Russel Wallace als Pitta rubrinucha beschreven. Later werd dit taxon als een ondersoort van de Filipijnse pitta of roodbuikpitta (Erythropitta erythrogaster sensu lato) opgevat.

## Kenmerken
De vogel is 15 tot 17 cm lang en verschilt weinig van de Filipijnse pitta. Deze pitta heeft blauwgrijs gekleurde wangen en een zwarte kruin en op de achterhals een rode vlek.

## Verspreiding en leefgebied
Het is een endemische vogelsoort van  Zuid-Molukken (Indonesië).
Er zijn twee ondersoorten:
- E. e. rubrinucha	op Buru.
- E. e. piroensis op Seram.

De leefgebieden liggen voornamelijk in natuurlijk tropisch bos, maar ook in aangeplant of gedegradeerd bos in de buurt van water. Het is geen bedreigde soort hoewel de populaties in aantal afnemen door habitatverlies.